# 逆ネット
逆ネット（ぎゃくネット）は、テレビ放送やラジオ放送などにおいて通常キー局から系列各局に番組が供給されるのとは逆に、準キー局やそれ以外の系列局からキー局を含む系列各局に番組を供給することである。

## 事例
土曜朝8時から9時30分の時間帯のテレビ放送では在阪4局（毎日放送、関西テレビなど）のワイドショーが長年しのぎを削っている。
連続ドラマ枠になる前の東芝日曜劇場（TBS系）ではTBSをはじめ毎日放送（1975年3月までは朝日放送）、中部日本放送、RKB毎日放送、北海道放送といった各基幹局がそれぞれドラマを制作していた。かつては平日午後1時30分枠でも東海テレビ制作昼ドラマ、TBS系列のひるドラ（MBSとCBCで交互に制作。2009年3月で終了）といった2つの昼ドラマ枠が視聴率争いを展開していた。
また、各地の地方局が単発特別番組を全国ネット向けに制作して放送することがある。これは年数本程度が多い（週末の午後の時間帯や祝日など）。
ただし「なるトモ!」（読売テレビ制作）が東京進出を果たしたもののなじみが薄く東京（関東）での放送が打ち切りになったり、「クイズ仕事人」（朝日放送制作）は関西ローカルの深夜枠から全国ネットになり関西地区では高視聴率をあげたものの、全国（特に東日本地域）では人気が上がらず打ち切りとなった例がある。

## ラジオの逆ネット
AMラジオのネットワークはAMの場合JRN（TBSラジオ）とNRN（文化放送・ニッポン放送）の二つが存在するが、地域によっては両方のクロスネットに属する局もある。
関西地区の場合は朝日放送ラジオ（ABC）とMBSラジオのそれぞれがJRN・NRN両方をネットしているが、野球中継を除けば、テレビネットワーク（ABC=ANN、MBS=JNN）の関係でMBS→JRN、ABC→NRNとなるケースが多い。また、CBCラジオなど形式上はJRN単独でも、関東地区への逆ネットはNRN（文化放送かニッポン放送）になる例もある。
FMラジオの場合、TOKYO FMをキー局とするJFNがFM OSAKA、＠ FM、K-MIX（静岡）が制作する番組をTOKYO FMで放送したことがあった。